# Karshi ITF Combined Event
Il Karshi ITF Combined Event è un torneo professionistico di tennis giocato su campi in cemento. Fa parte dell'ITF Men's Circuit e dell'ITF Women's Circuit. Si gioca annualmente a Karshi in Uzbekistan.

## Albo d'oro

### Singolare maschile
| Anno | Campione        | Finalista      | Punteggio     |
| ---- | --------------- | -------------- | ------------- |
| 2014 | Roman Safiullin | Temur Ismailov | 2–6, 7–5, 6–1 |

### Doppio maschile
| Anno | Campioni                        | Finalisti                                   | Punteggio |
| ---- | ------------------------------- | ------------------------------------------- | --------- |
| 2014 | Piotr Gadomski Adam Majchrowicz | Markos Kalovelonis Shonigmatjon Shofayziyev | 7–5, 6–1  |

### Singolare femminile
| Anno | Campionessa     | Finalista          | Punteggio          |
| ---- | --------------- | ------------------ | ------------------ |
| 2014 | Tereza Smitková | Nigina Abduraimova | 6–3, 4–6, 7–6(7–4) |

### Doppio femminile
| Anno | Campionesse                              | Finaliste                              | Punteggio        |
| ---- | ---------------------------------------- | -------------------------------------- | ---------------- |
| 2014 | Albina Khabibulina Anastasіja Vasyl'jeva | Ekaterina Byčkova Veronika Kudermetova | 2–6, 7–5, [10–4] |